# O Jogo do Ditador
O Jogo do Ditador é um instrumento experimental popular em psicologia social e economia, um derivado do jogo do Ultimato. O termo “jogo” é um nome impróprio porque capta a decisão de um único jogador: enviar dinheiro ou não para outro. Assim, o "ditador" tem mais poder e ocupa a posição preferida neste “jogo”. Embora o “ditador” tenha mais poder e apresente uma oferta de pegar ou largar, o jogo apresenta resultados mistos com base em diferentes atributos comportamentais. Os resultados – onde a maioria dos “ditadores” escolhem enviar dinheiro – evidenciam o papel da justiça e das normas no comportamento econômico, e minam a suposição de um interesse próprio restrito quando é dada a oportunidade de maximizar os próprios lucros.